# Rudskoga kyrka
Rudskoga kyrka är en kyrkobyggnad i Grunnebacka i Karlstads stift. Den är församlingskyrka i Rudskoga församling. I östra kyrkogårdsmuren finns två stigluckor som är samtida med nuvarande kyrka.

## Kyrkobyggnaden
Nuvarande kyrka, som färdigställdes 1777, har en stomme av natursten och består av ett brett långhus med ett tresidigt avslutat kor i öster. Mitt på norra långväggen finns ett vidbyggt kyrktorn och strax öster om tornet finns en vidbyggd sakristia. Ingång finns i norr och går genom vapenhuset i tornets bottenvåning. Ytterligare ingångar finns mitt på långhusets sydsida samt vid dess västra kortsida. Ytterväggarna är slätputsade och rosafärgade och genombryts av rundbågiga fönsteröppningar. Långhuset täcks av ett skifferklätt sadeltak som är valmat över östra och västra kortsidan. Tornet har en karnisformad skifferklädd huv som kröns av en åttakantig sluten lanternin. Kyrkorummet är enskeppigt och täcks av vitmålat putsat spegelvalv.

### Föregående träkyrka
Tidigare kyrka på platsen var en medeltida träkyrka som troligen tillkom vid slutet av 1300-talet eller början av 1400-talet. På 1600-talet byggdes kyrkan om. 1695 byggdes en ny läktare och 1707 tillkom en altaruppsats. Tillhörande klockstapel byggdes om 1685, 1710 och 1716. På 1700-talet ansågs träkyrkan bristfällig och revs.

### Nuvarande kyrkas tillkomst och ombyggnader
Några tiotal meter norr om föregående träkyrka uppfördes nuvarande stenkyrka under ledning av byggmästare Johan Georg Reincke. 21 september 1777 invigdes kyrkan av biskop Daniel Herweghr. Vid en renovering 1790 avlägsnades södra läktaren och trägolvet byttes till vissa delar ut mot stengolv. På 1860-talet byttes yttertakets spånbeläggning ut mot skiffer. En omfattande restaurering genomfördes 1911 efter förslag av arkitekt Axel Lindegren. Innertaket målades då om, golvet förnyades, bänkarna byttes ut och nya dörrar tillkom. 1934 installerades en specialbyggd vedeldad värmepanna med ångvärmeledning. Renoveringsarbeten genomfördes åren 1964-1965 under ledning av arkitekt Ragnar Jonsson. Ytterväggarna putsades då om och färgades vita med grå sockel. Portaler och tornluckor målades. Kyrkorummet kalkades och målades och fönsterbågarna byttes ut. 1975 återfick ytterväggarna sin rosa kulör och tornspirans kyrktupp förgylldes.

## Inventarier
- En madonnaskulptur är från slutet av 1100-talet.
- Ett altarskåp av furu med två dörra är ett inhemskt verk från slutet av 1400-talet utfört av Visnummästaren.
- Predikstolen i barockstil är snidad 1691 av mäster Bengt Svensson från Kristinehamn.
- Altartavlan från 1707 är tillverkad av mäster Börje Löfman.
- Två brudstolar är från 1700-talet.
- Dopfunten i röd granit är tillverkad 1960 efter ritning av arkitekt Ragnar Jonsson.
- Två kyrkklockor finns. Lillklockan är gjuten 1699 medan storklockan är gjuten 1791.

### Orgel
- 1869 byggde Erik Adolf Setterquist, Örebro en orgel med 9 stämmor.
- Den nuvarande orgeln byggdes 1927 av E A Setterquist & Son, Örebro och är en mekanisk orgel. Orgeln har fasta kombinationer.

| Manual              | Pedal   | Koppel     |
| Borduna 16´ B/D     | Bihängd | Man/Ped    |
| Principal 8´        |         | Man 4'/Man |
| Flûte harmonique 8' |         |            |
| Rörflöjt 8'         |         |            |
| Salicional 8'       |         |            |
| Octava 4'           |         |            |
| Flûte octaviante 4' |         |            |
| Kvinta 2 2/3'       |         |            |
| Octava 2'           |         |            |
| Mixtur 3 chor       |         |            |
| Crescendosvällare   |         |            |

## Bildgalleri

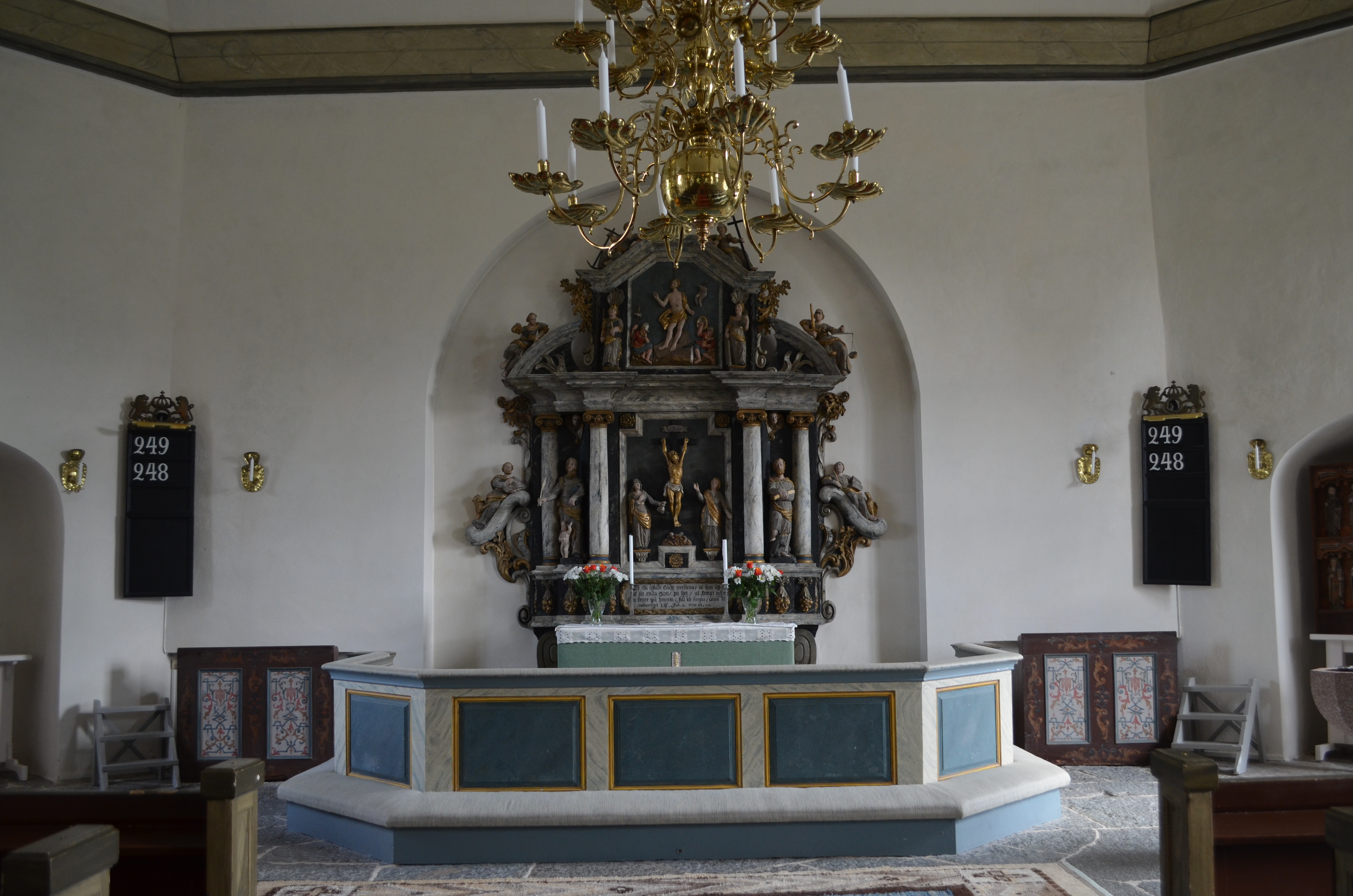
Rudskoga kyrkas altare.
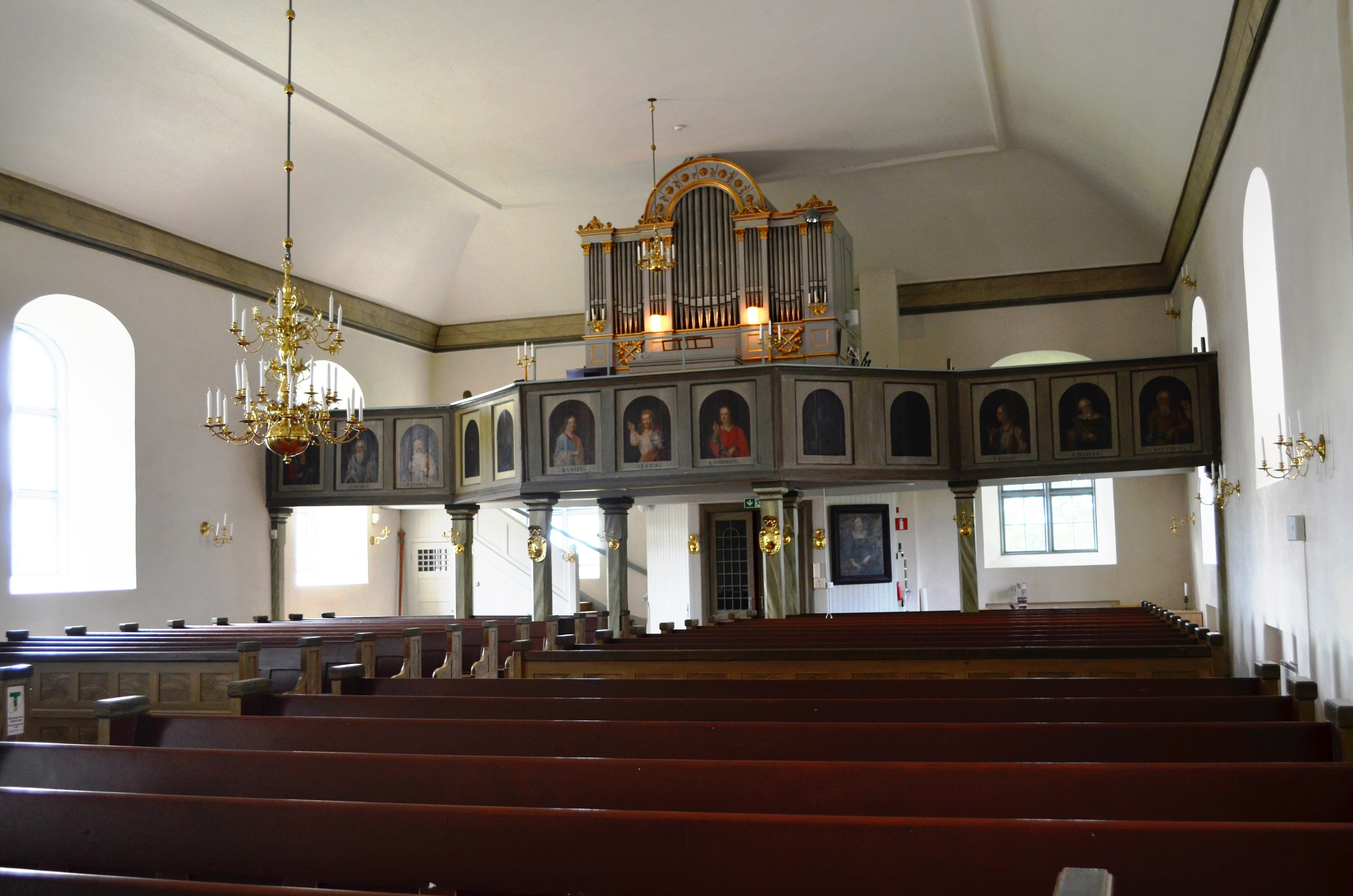
Rudskoga Kyrkas kyrkorgel.
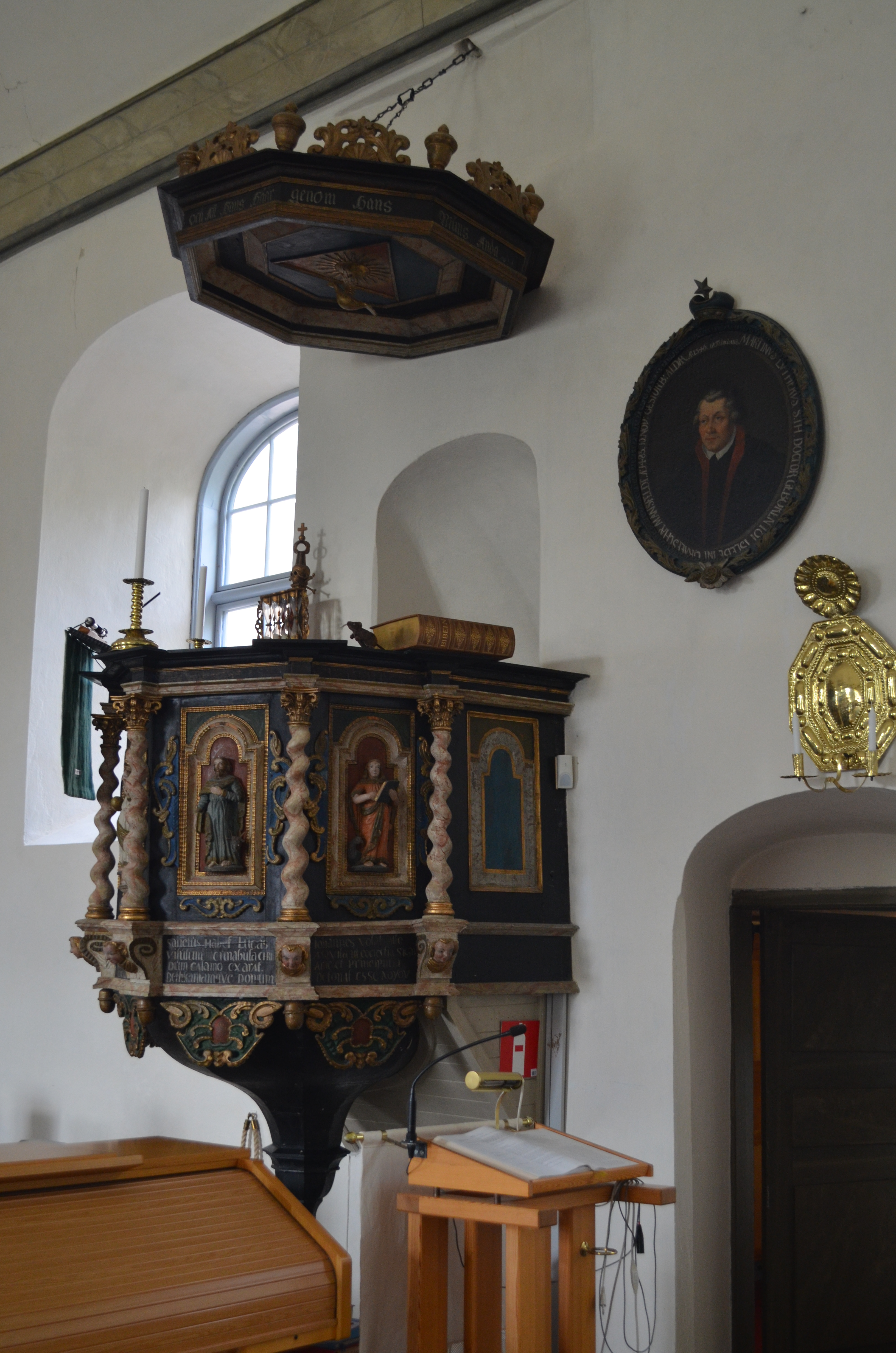
Rudskoga kyrkas predikstol.
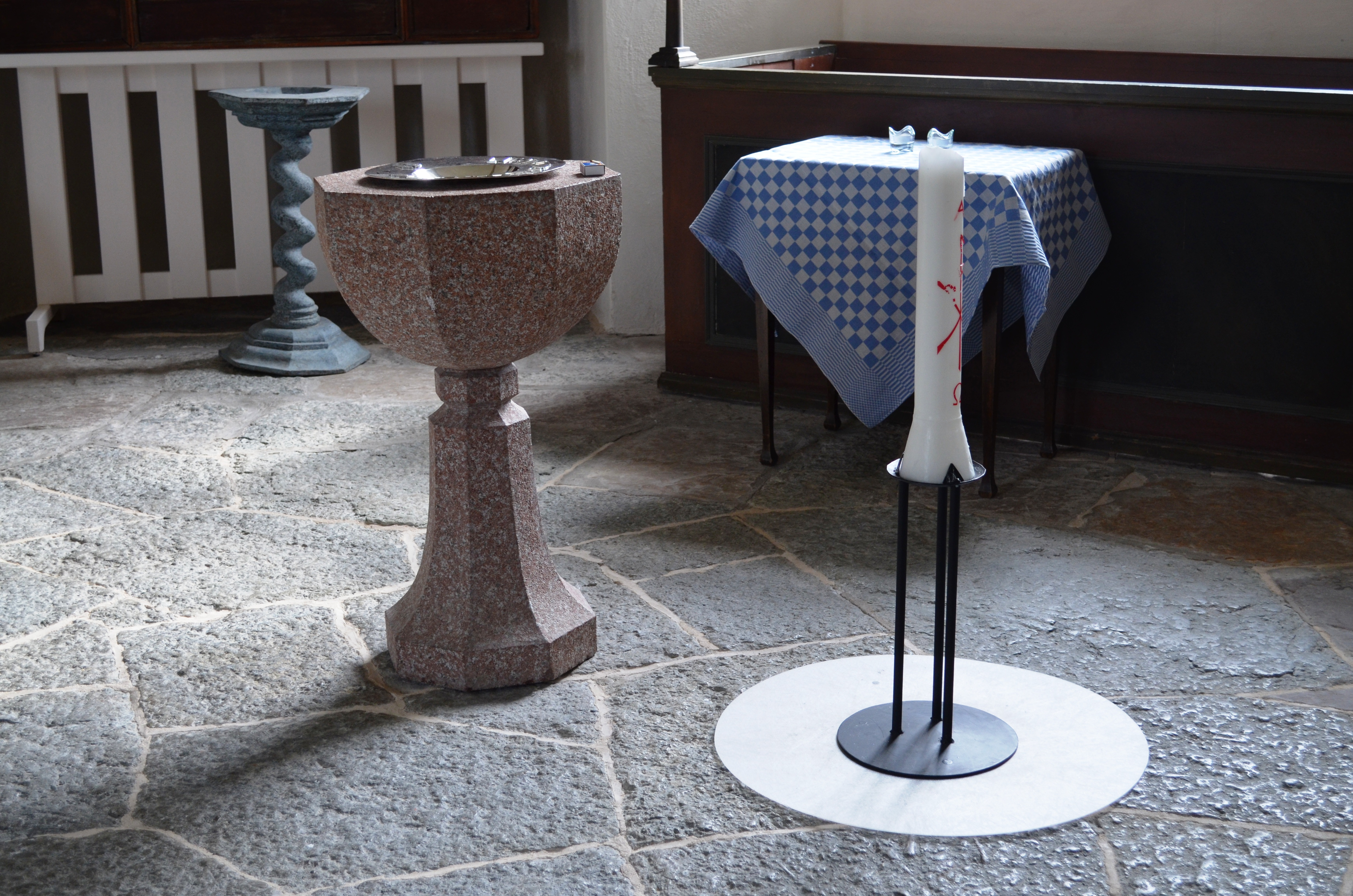
Rudskoga kyrkas dopfunt.
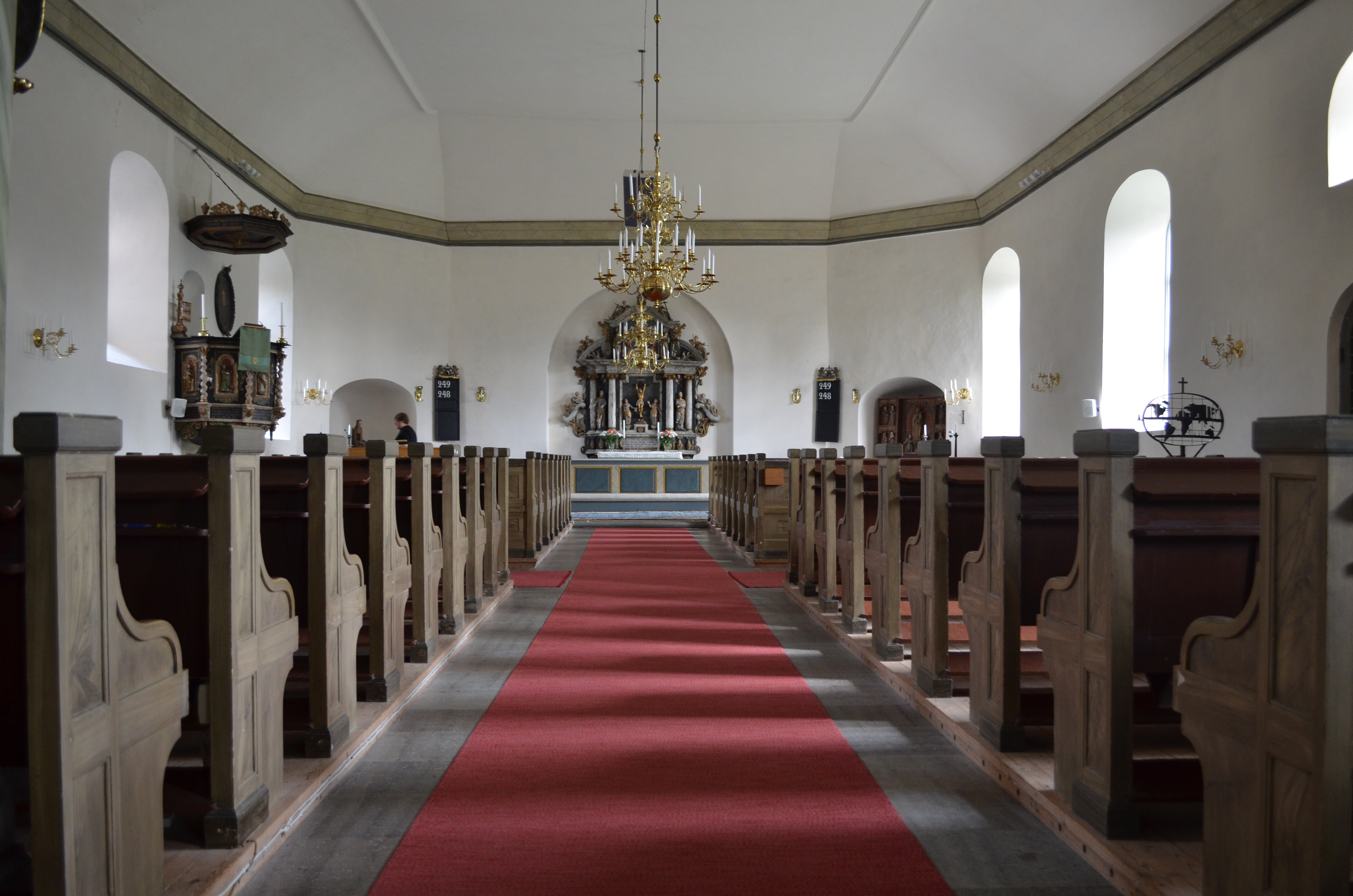
Rudskoga kyrkas kyrksal.

### Webbkällor
- Kyrkor i Karlstads stift Del II, Utgiven av Värmlands Museum och Karlstads stift, 2008, ISBN 91-85224-72-3
- Länsstyrelsen Värmland
- byggnadspresentation
- anläggningspresentation